# Thinka Bergh
Christina Cathinka "Thinka" Bergh-Sköld (ur. 25 lipca 1965) – szwedzka zapaśniczka walcząca w stylu wolnym. Zajęła piąte miejsce na mistrzostwach świata w 1987 i szóste w 1989. Brązowa medalistka mistrzostw Europy w 1988 roku. Pierwsza w nieoficjalnych MŚ kobiet w 1985 i druga w 1986 roku.